# Tripura Hill People's Party
Tripura Hill People's Party var ett politiskt parti i den indiska delstaten Tripura lett av Debabrata Koloi. I delstatsvalen 1988 och 1993 var THPP allierade med Left Front. I båda valen var Koloi THPP:s kandidat i Ampinagar. 1988 kom han på andraplats med 8 792 röster (vann gjorde Tripura Upajati Juba Samitis Nagendra Jamatia). 1993 fick Koloi 11 488 röster och besegrade Jamatia.
1997 kidnappades Koloi av National Liberation Front of Tripura. Strax efter kidnappningen gick THPP samman med Tripura Tribal National Conference och bildade Indigenous Peoples Front of Tripura.
Idag är Koloi ledare inom Indigenous Nationalist Party of Tripura.